# 新弗吉尼亞 (愛荷華州)
新弗吉尼亞（英語：New Virginia）是一個位於美國愛荷華州沃倫縣的城市。

## 地理
新弗吉尼亞的座標為41°10′58″N 93°43′46″W / 41.18278°N 93.72944°W，而該地的平均海拔高度為332米（即1089英尺）。

## 人口
根據2010年美國人口普查的數據，新弗吉尼亞的面積為1.20平方千米，當中陸地面積為1.20平方千米，而水域面積為0.00平方千米。當地共有人口489人，而人口密度為每平方千米407人。